# Eleccions regionals italianes de 1970
Les primeres eleccions per a escollir els Consells regionals de les Regions d'Itàlia se celebraren el 7 de juny de 1970. Es va votar a quinze regions: Abruços, Basilicata, Calàbria, Campània, Emília-Romanya, Laci, Ligúria, Llombardia, Marques, Molise, Piemont, Pulla, Toscana, Úmbria, Vèneto.

## Piemont
| Partits                                              | vots      | vots (%) | escons |
| ---------------------------------------------------- | --------- | -------- | ------ |
| Democràcia Cristiana Italiana (DC)                   | 1.029.883 | 36,7     | 20     |
| Partit Comunista Italià (PCI)                        | 727.619   | 25,9     | 13     |
| Partit Socialista Italià (PSI)                       | 296.219   | 10,6     | 5      |
| Partit Socialista Democràtic Italià (PSDI)           | 231.121   | 8,2      | 4      |
| Partit Liberal Italià (PLI)                          | 225.395   | 8,0      | 4      |
| Moviment Social Italià (MSI)                         | 92.951    | 3,3      | 2      |
| Partit Socialista Italià d'Unitat Proletària (PSIUP) | 87.473    | 3,1      | 1      |
| Partit Republicà Italià (PRI)                        | 87.100    | 3,1      | 1      |
| Partit Democràtic Italià d'Unitat Monàrquica (PDIUM) | 28.025    | 1,0      | -      |
| Total                                                | 2.805.786 | 100,00   | 50     |

## Llombardia
| Partits                                              | vots      | vots (%) | escons |
| ---------------------------------------------------- | --------- | -------- | ------ |
| Democràcia Cristiana Italiana (DC)                   | 2.138.141 | 40,9     | 36     |
| Partit Comunista Italià (PCI)                        | 1.210.068 | 23,1     | 19     |
| Partit Socialista Italià (PSI)                       | 648.696   | 12,4     | 9      |
| Partit Socialista Democràtic Italià (PSDI)           | 376.436   | 7,2      | 5      |
| Partit Liberal Italià (PLI)                          | 310.324   | 5,9      | 4      |
| Moviment Social Italià (MSI)                         | 195.791   | 3,7      | 3      |
| Partit Socialista Italià d'Unitat Proletària (PSIUP) | 188.585   | 3,6      | 2      |
| Partit Republicà Italià (PRI)                        | 125.767   | 2,4      | 2      |
| Partit Democràtic Italià d'Unitat Monàrquica (PDIUM) | 31.119    | 0,6      | -      |
| altres                                               | 3.389     | 0,1      | -      |
| Total                                                | 5.710.352 | 100,00   | 80     |

## Vèneto
| Partits                                              | vots      | vots (%) | escons |
| ---------------------------------------------------- | --------- | -------- | ------ |
| Democràcia Cristiana Italiana (DC)                   | 1.287.167 | 51,9     | 28     |
| Partit Comunista Italià (PCI)                        | 417.204   | 16,8     | 9      |
| Partit Socialista Italià (PSI)                       | 259.174   | 10,4     | 5      |
| Partit Socialista Democràtic Italià (PSDI)           | 189.246   | 7,6      | 3      |
| Partit Liberal Italià (PLI)                          | 105.266   | 4,2      | 2      |
| Partit Socialista Italià d'Unitat Proletària (PSIUP) | 86.030    | 3,5      | 1      |
| Moviment Social Italià (MSI)                         | 81.369    | 3,3      | 1      |
| Partit Republicà Italià (PRI)                        | 46.762    | 1,9      | 1      |
| Partit Democràtic Italià d'Unitat Monàrquica (PDIUM) | 4.092     | 0,2      | -      |
| altres                                               | 4.329     | 0,2      | -      |
| Total                                                | 2.480.639 | 100,00   | 50     |

## Ligúria
| Partits                                              | vots      | vots (%) | escons |
| ---------------------------------------------------- | --------- | -------- | ------ |
| Democràcia Cristiana Italiana (DC)                   | 393.478   | 32,1     | 14     |
| Partit Comunista Italià (PCI)                        | 383.296   | 31,3     | 13     |
| Partit Socialista Italià (PSI)                       | 138.439   | 11,3     | 4      |
| Partit Socialista Democràtic Italià (PSDI)           | 93.507    | 7,6      | 3      |
| Partit Liberal Italià (PLI)                          | 90.058    | 7,3      | 3      |
| Moviment Social Italià (MSI)                         | 46.293    | 3,8      | 1      |
| Partit Republicà Italià (PRI)                        | 37.684    | 3,1      | 1      |
| Partit Socialista Italià d'Unitat Proletària (PSIUP) | 35.156    | 2,9      | 1      |
| Partit Democràtic Italià d'Unitat Monàrquica (PDIUM) | 7.574     | 0,6      | -      |
| Total                                                | 1.225.485 | 100,00   | 40     |

## Emília-Romanya
| Partits                                              | vots      | vots (%) | escons |
| ---------------------------------------------------- | --------- | -------- | ------ |
| Partit Comunista Italià (PCI)                        | 1.148.643 | 44,0     | 24     |
| Democràcia Cristiana Italiana (DC)                   | 672.755   | 25,8     | 14     |
| Partit Socialista Italià (PSI)                       | 210.369   | 8,1      | 3      |
| Partit Socialista Democràtic Italià (PSDI)           | 195.925   | 7,5      | 3      |
| Partit Republicà Italià (PRI)                        | 109.941   | 4,0      | 2      |
| Partit Socialista Italià d'Unitat Proletària (PSIUP) | 99.993    | 3,8      | 2      |
| Partit Liberal Italià (PLI)                          | 97.662    | 3,7      | 1      |
| Moviment Social Italià (MSI)                         | 77.366    | 3,0      | 1      |
| Partit Democràtic Italià d'Unitat Monàrquica (PDIUM) | 5.069     | 0,2      | -      |
| Total                                                | 2.611.175 | 100      | 50     |

## Toscana
| Partits                                              | vots      | vots (%) | escons |
| ---------------------------------------------------- | --------- | -------- | ------ |
| Partit Comunista Italià (PCI)                        | 985.382   | 42,3     | 23     |
| Democràcia Cristiana Italiana (DC)                   | 710.908   | 30,5     | 17     |
| Partit Socialista Italià (PSI)                       | 203.560   | 8,7      | 3      |
| Partit Socialista Democràtic Italià (PSDI)           | 148.946   | 6,4      | 3      |
| Moviment Social Italià (MSI)                         | 88.876    | 3,8      | 1      |
| Partit Socialista Italià d'Unitat Proletària (PSIUP) | 73.947    | 3,2      | 1      |
| Partit Liberal Italià (PLI)                          | 61.298    | 2,6      | 1      |
| Partit Republicà Italià (PRI)                        | 51.954    | 2,2      | 1      |
| Partit Democràtic Italià d'Unitat Monàrquica (PDIUM) | 2.309     | 0,1      | -      |
| altres                                               | 1.016     | 0,0      | -      |
|                                                      |           |          |        |
| Total                                                | 2.328.196 | 100      | 50     |

## Úmbria
| Partits                                              | vots    | vots (%) | escons |
| ---------------------------------------------------- | ------- | -------- | ------ |
| Partit Comunista Italià (PCI)                        | 215.174 | 41,8     | 13     |
| Democràcia Cristiana Italiana (DC)                   | 154.878 | 30,1     | 9      |
| Partit Socialista Italià (PSI)                       | 48.833  | 8,7      | 3      |
| Moviment Social Italià (MSI)                         | 27.838  | 5,4      | 2      |
| Partit Socialista Italià d'Unitat Proletària (PSIUP) | 23.663  | 4,6      | 1      |
| Partit Socialista Democràtic Italià (PSDI)           | 22.454  | 4,4      | 1      |
| Partit Republicà Italià (PRI)                        | 12.182  | 2,4      | 1      |
| Partit Liberal Italià (PLI)                          | 9.512   | 1,8      | -      |
| Total                                                | 568.989 | 100      | 30     |

## Marques
| Partits                                              | vots    | vots (%) | escons |
| ---------------------------------------------------- | ------- | -------- | ------ |
| Democràcia Cristiana Italiana (DC)                   | 333.383 | 38,6     | 17     |
| Partit Comunista Italià (PCI)                        | 274.915 | 31,8     | 14     |
| Partit Socialista Italià (PSI)                       | 72.886  | 8,4      | 3      |
| Partit Socialista Democràtic Italià (PSDI)           | 54.342  | 6,3      | 2      |
| Partit Republicà Italià (PRI)                        | 36.078  | 4,2      | 1      |
| Moviment Social Italià - Dreta Nacional (MSI)        | 34.549  | 4,0      | 1      |
| Partit Socialista Italià d'Unitat Proletària (PSIUP) | 33.654  | 3,9      | 1      |
| Partit Liberal Italià (PLI)                          | 23.591  | 2,7      | 1      |
| Total                                                | 864.570 | 100      | 40     |

## Laci
| Partits                                              | vots      | vots (%) | escons |
| ---------------------------------------------------- | --------- | -------- | ------ |
| Democràcia Cristiana Italiana (DC)                   | 890.749   | 33,2     | 18     |
| Partit Comunista Italià (PCI)                        | 710.273   | 26,5     | 13     |
| Moviment Social Italià - Dreta Nacional (MSI-DN)     | 274.244   | 10,2     | 5      |
| Partit Socialista Italià (PSI)                       | 235.730   | 8,8      | 4      |
| Partit Socialista Democràtic Italià (PSDI)           | 205.206   | 7,6      | 3      |
| Partit Liberal Italià (PLI)                          | 156.645   | 5,8      | 3      |
| Partit Republicà Italià (PRI)                        | 98.572    | 3,7      | 2      |
| Partit Socialista Italià d'Unitat Proletària (PSIUP) | 70.421    | 2,6      | 1      |
| Partit Democràtic Italià d'Unitat Monàrquica (PDIUM) | 33.631    | 1,2      | 1      |
| altres                                               | 8.623     | 0,3      | -      |
| Total                                                | 3.107.711 | 100      | 50     |

## Abruços
| Partits                                              | vots    | vots (%) | escons |
| ---------------------------------------------------- | ------- | -------- | ------ |
| Democràcia Cristiana Italiana (DC)                   | 325.644 | 48,2     | 20     |
| Partit Comunista Italià (PCI)                        | 153.854 | 22,8     | 10     |
| Partit Socialista Italià (PSI)                       | 60.507  | 9,0      | 3      |
| Moviment Social Italià (MSI)                         | 38.863  | 5,8      | 2      |
| Partit Socialista Democràtic Italià (PSDI)           | 36.831  | 5,5      | 2      |
| Partit Socialista Italià d'Unitat Proletària (PSIUP) | 21.567  | 3,2      | 1      |
| Partit Liberal Italià (PLI)                          | 19.377  | 2,9      | 1      |
| Partit Republicà Italià (PRI)                        | 16.983  | 2,5      | 1      |
| Partit Democràtic Italià d'Unitat Monàrquica (PDIUM) | 1.313   | 0,2      | -      |
| Total                                                | 674.939 | 100      | 40     |

## Molise
| Partits                                              | vots    | vots (%) | escons |
| ---------------------------------------------------- | ------- | -------- | ------ |
| Democràcia Cristiana Italiana (DC)                   | 92.839  | 52,1     | 16     |
| Partit Comunista Italià (PCI)                        | 26.714  | 15,0     | 5      |
| Partit Socialista Italià (PSI)                       | 16.932  | 9,5      | 3      |
| Partit Socialista Democràtic Italià (PSDI)           | 13.576  | 7,6      | 2      |
| Partit Liberal Italià (PLI)                          | 4.078   | 6,1      | 2      |
| Moviment Social Italià (MSI)                         | 8.022   | 4,5      | 1      |
| Partit Republicà Italià (PRI)                        | 5.298   | 3,0      | 1      |
| Partit Socialista Italià d'Unitat Proletària (PSIUP) | 4.078   | 2,3      | -      |
| Total                                                | 178.261 | 100      | 30     |

## Campània
| Partits                                              | vots      | vots (%) | escons |
| ---------------------------------------------------- | --------- | -------- | ------ |
| Democràcia Cristiana Italiana (DC)                   | 1.001.340 | 39,6     | 25     |
| Partit Comunista Italià (PCI)                        | 551.599   | 21,8     | 13     |
| Partit Socialista Italià (PSI)                       | 276.225   | 10,9     | 7      |
| Moviment Social Italià (MSI)                         | 222.918   | 8,8      | 5      |
| Partit Socialista Democràtic Italià (PSDI)           | 177.874   | 7,0      | 4      |
| Partit Liberal Italià (PLI)                          | 89.825    | 3,6      | 2      |
| Partit Republicà Italià (PRI)                        | 77.513    | 3,1      | 2      |
| Partit Socialista Italià d'Unitat Proletària (PSIUP) | 64.098    | 2,5      | 1      |
| Partit Democràtic Italià d'Unitat Monàrquica (PDIUM) | 58.993    | 2,3      | 1      |
| altres                                               | 6.385     | 0,3      | -      |
| Total                                                | 2.911.096 | 100      | 60     |

## Pulla
| Partits                                              | vots      | vots (%) | escons |
| ---------------------------------------------------- | --------- | -------- | ------ |
| Democràcia Cristiana Italiana (DC)                   | 766.254   | 41,3     | 22     |
| Partit Comunista Italià (PCI)                        | 488.709   | 26,3     | 14     |
| Partit Socialista Italià (PSI)                       | 197.519   | 10,6     | 5      |
| Moviment Social Italià (MSI)                         | 162.136   | 8,7      | 4      |
| Partit Socialista Democràtic Italià (PSDI)           | 76.116    | 4,1      | 2      |
| Partit Liberal Italià (PLI)                          | 56.140    | 3,0      | 1      |
| Partit Socialista Italià d'Unitat Proletària (PSIUP) | 44.998    | 2,4      | 1      |
| Partit Republicà Italià (PRI)                        | 43.506    | 2,3      | 1      |
| Partit Democràtic Italià d'Unitat Monàrquica (PDIUM) | 18.009    | 1,0      | -      |
| altres                                               | 3.044     | 0,2      | -      |
| Total                                                | 2.195.877 | 100      | 50     |

## Basilicata
| Partits                                              | vots    | vots (%) | escons |
| ---------------------------------------------------- | ------- | -------- | ------ |
| Democràcia Cristiana Italiana (DC)                   | 131.602 | 42,4     | 14     |
| Partit Comunista Italià (PCI)                        | 74.688  | 24,0     | 7      |
| Partit Socialista Italià (PSI)                       | 39.464  | 12,7     | 4      |
| Partit Socialista Democràtic Italià (PSDI)           | 27.301  | 8,8      | 2      |
| Moviment Social Italià (MSI)                         | 14.984  | 4,8      | 1      |
| Partit Liberal Italià (PLI)                          | 9.623   | 3,1      | 1      |
| Partit Socialista Italià d'Unitat Proletària (PSIUP) | 7.653   | 2,5      | 1      |
| Partit Republicà Italià (PRI)                        | 5.506   | 1,7      | -      |
| Total                                                | 386.273 | 100      | 30     |

## Calàbria
| Partits                                              | vots    | vots (%) | escons |
| ---------------------------------------------------- | ------- | -------- | ------ |
| Democràcia Cristiana Italiana (DC)                   | 374.215 | 39,7     | 17     |
| Partit Comunista Italià (PCI)                        | 218.845 | 23,2     | 10     |
| Partit Socialista Italià (PSI)                       | 132.898 | 14,1     | 6      |
| Moviment Social Italià - Dreta Nacional (MSI-DN)     | 59.607  | 6,3      | 2      |
| Partit Socialista Democràtic Italià (PSDI)           | 48.153  | 5,1      | 2      |
| Partit Republicà Italià (PRI)                        | 38.812  | 4,1      | 1      |
| Partit Socialista Italià d'Unitat Proletària (PSIUP) | 37.381  | 4,0      | 1      |
| Partit Liberal Italià (PLI)                          | 25.197  | 2,7      | 1      |
| Partit Democràtic Italià d'Unitat Monàrquica (PDIUM) | 4.067   | 0,4      | -      |
| altres                                               | 2.696   | 0,3      | -      |
| Total                                                | 941.871 | 100      | 40     |